# 巴拉望櫛精器魚
巴拉望櫛精器魚（学名：Neostethus palawanensis），為輻鰭魚綱銀漢魚目精器魚科的其中一種，其种加词“palawanensis”意为“菲律宾巴拉望岛的”。分布於亞洲菲律賓巴拉望島淡水、半鹹水及海域，為熱帶魚類，體長可達2.3公分，棲息在沿岸表層水域，生活習性不明。